# Tascas de la Feria
Las tascas de la Feria son una de las tradiciones más populares y arraigadas de la ciudad española de Albacete.
Todos los años, desde el 1 de abril (dependiendo de la Semana Santa), el paseo de la Feria de la urbe manchega se llena de tascas y atracciones feriales hasta finales de agosto, cuando dejan paso a la Feria de Albacete, declarada de Interés Turístico Internacional, que comienza el 7 de septiembre.
Las tascas de la Feria son uno de los principales polos del ocio albaceteño durante la primavera-verano y una de las señas de identidad de la capital albaceteña.

## Características
Las Tascas de la Feria ocupan cada año su lugar en el Paseo de la Feria el 1 de abril desde mediados del siglo XX. Junto a las atracciones feriales que llenan el paseo constituyen la Feria de Primavera y Verano de Albacete. A finales de agosto dejan su lugar a la Feria de Albacete, declarada de Interés Turístico Internacional, que tiene lugar del 7 al 17 de septiembre. Su elevada fama y tradición las ha convertido en uno de los principales atractivos turísticos de la capital albaceteña, acogiendo a visitantes de toda España.

## El escenario
El escenario de las Tascas de la Feria es el emblemático Paseo de la Feria, explanada de grandes dimensiones situada en pleno centro de la ciudad, en el barrio Feria de la capital albaceteña, y uno de sus ejes de mayor actividad económica por la gran cantidad de acontecimientos que tienen lugar en este entorno a lo largo del año.

## Gastronomía

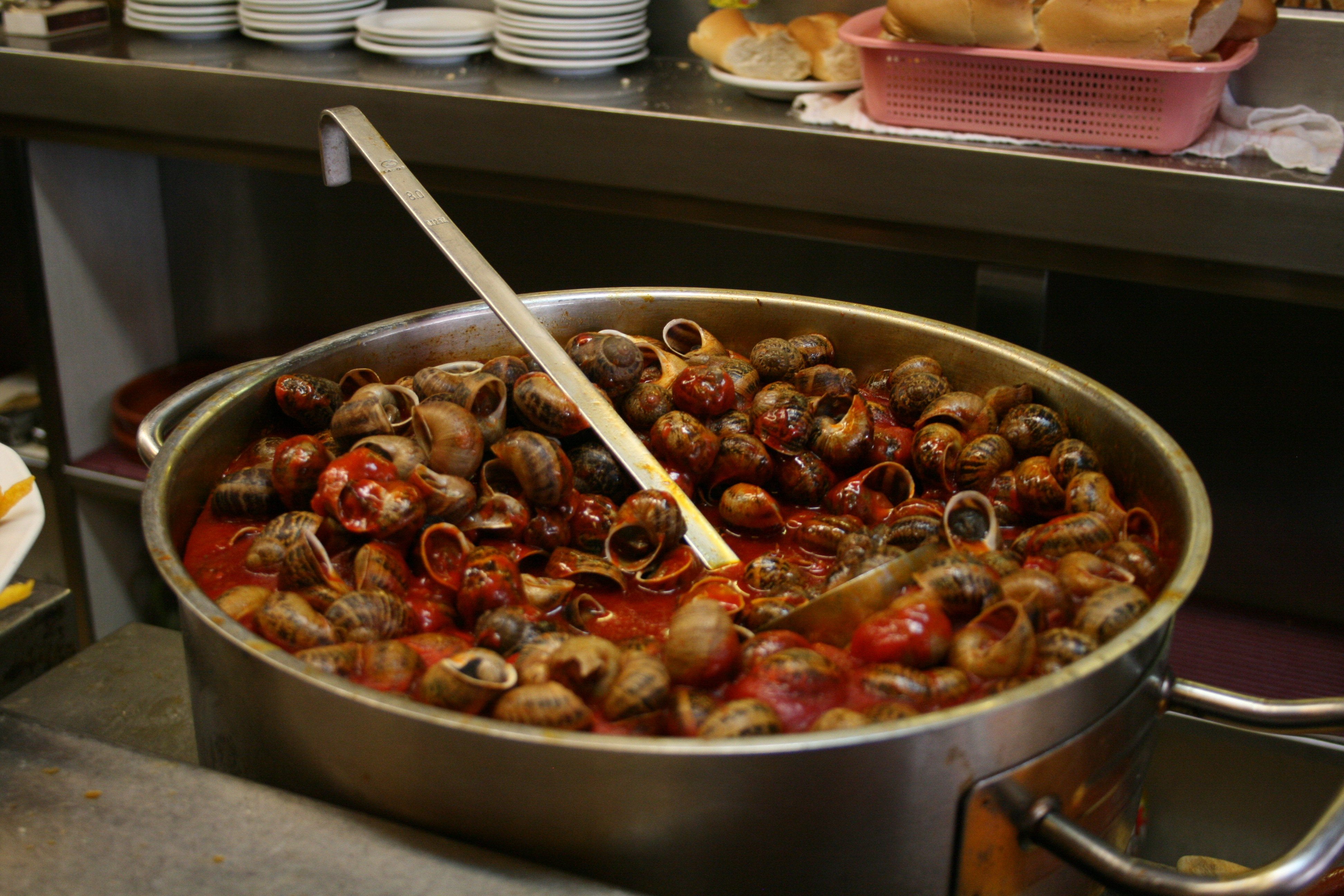
Los caracoles lideran la gastronomía de las Tascas de la Feria.

Las Tascas de la Feria ofrecen los productos típicos de La Mancha. El plato estrella son los caracoles. Otros clásicos son los cascos de patata, el forro, los pinchos morunos, los chorizos, las morcillas, las guarras, los suspiros con jamón, el lomo de orza, la oreja, el pisto manchego o los bocadillos y montaditos, entre los que destaca el famoso mancheguito.

## Las Tascas de la Feria en la literatura
Belibasto, en Lloviendo caracoles, las describe del siguiente modo:

Las tascas de Albacete de caracoles son como un paseo marítimo...

Grandes estrellas del lugar y razón de ser de todas las escenas de vida social que la multitud vive desde abril hasta finales de agosto en ese apéndice peatonal del centro de la ciudad. A ambos lados del paseo marítimo, no hay mar. Hay enormes acantilados en forma de bastas construcciones de hormigón y ladrillo que durante los años han ido rodeando el paseo hasta acorralarlo por completo. Es como si la primera línea de playa de una ciudad mediterránea, sus edificios en vez de estar enfrentados a la inmensidad del mar, estuvieran enfrentados a un espejo. Una hilera de rascacielos frente a otra hilera de rascacielos sobresaliendo en una enorme llanura.

Es lugar para gente rica, gente pobre, gente fashion, gente chapada a la antigua, gente joven, gente mayor, la cada vez más creciente y rápidamente adaptada colonia de ciudadanos extranjeros, que ante la reacción inicial de estupor al ver a la gente devorar caracoles en cantidades ingentes, poco a poco descubren los placeres del acto y su beneficio económico, ya que la cuenta es bastante barata. En fin, nadie escapa a la tentación de las tascas.